# いい子を抱いて眠りなよ (Live Version)
「いい子を抱いて眠りなよ (Live Version)」（いいこをだいてねむりなよ　ライブ・バージョン）は、1990年2月1日にリリースされた小比類巻かほるの13枚目のシングル。

## 概要
- 6枚目のオリジナルアルバム『TIME THE MOTION』よりシングルカットされた。カップリングには同曲の別バージョンを収録。この曲でNHK紅白歌合戦に二度目の出場を果たした。

## 収録曲
1. いい子を抱いて眠りなよ (Live Version)
  - 作詞:小比類巻かほる　作曲:大内義昭　編曲:川口淳一
2. いい子を抱いて眠りなよ (REAL MIX)
  - 作詞:小比類巻かほる　作曲:大内義昭　編曲:川口淳一・David Campbell